# Linia sukcesji do belgijskiego tronu

## Linia sukcesji
| #  | Imię                                                                                  | Zdjęcie | Urodzony                              | Rodzice | Stopień pokrewieństwa z panującym przodkiem |
| -- | ------------------------------------------------------------------------------------- | ------- | ------------------------------------- | --- | ------------------------------------------- |
| 1  | Elżbieta Koburg Elisabeth Therese Marie Helene                                        |         | 25 października 2001 Anderlecht       | Filip (ur. 1960), król Belgów Matylda d'Udekem d'Acoz (ur. 1973), c. hrabiego Patryka d'Udekem d'Acoz         | córka króla Filipa I                        |
| 2  | Gabriel Koburg Gabriel Baudouin Charles Marie                                         |         | 20 sierpnia 2003 Anderlecht           | Filip (ur. 1960), król Belgów Matylda d'Udekem d'Acoz (ur. 1973), c. hrabiego Patryka d'Udekem d'Acoz         | syn króla Filipa I                          |
| 3  | Emmanuel Koburg Emmanuel Leopold Guillaume Francois Marie                             |         | 4 października 2005 Anderlecht        | Filip (ur. 1960), król Belgów Matylda d'Udekem d'Acoz (ur. 1973), c. hrabiego Patryka d'Udekem d'Acoz         | syn króla Filipa I                          |
| 4  | Eleonora Koburg Eléonore Fabiola Victoria Anne Marie                                  |         | 16 kwietnia 2008 Anderlecht           | Filip (ur. 1960), król Belgów Matylda d'Udekem d'Acoz (ur. 1973), c. hrabiego Patryka d'Udekem d'Acoz         | córka króla Filipa I                        |
| 5  | Astrid Koburg Astrid Josephine-Charlotte Fabrizia Elisabeth Paola Maria               |         | 5 czerwca 1962 Bruksela               | Albert II (ur. 1934), król Belgów Paola Ruffo di Calabria (ur. 1937), c. Fulka, 6. księcia Guardia Lombarda   | siostra króla Filipa I                      |
| 6  | Amadeusz Habsburg-Este Amadeo Marie Joseph Carl Pierre Philippe Paola Marcus d'Aviano |         | 21 lutego 1986 Woluwe-Saint-Lambert   | Wawrzyniec Habsburg-d’Este (ur. 1955), tytularny książę Modeny Astrid (ur. 1962), c. Alberta II, króla Belgów | siostrzeniec króla Filipa I                 |
| 7  | Anna Astrid Habsburg-Este                                                             |         | 17 maja 2016 Bruksela                 | Amadeusz Habsburg-Este (ur. 1986) książę Belgii Elisabett Maria Rosboch von Wolkenstein                       | córka siostrzeńca króla Filipa I            |
| 8  | Maksymilian Austria-Este                                                              |         | 6 września 2019 Bruksela              | Amadeusz Habsburg-Este (ur. 1986) książę Belgii Elisabetta Maria Rosboch von Wolkenstein                      | syn siostrzeńca króla Filipa I              |
| 9  | Alix Austria-Este                                                                     |         | 2 września 2023 Bruksela              | Amadeusz Habsburg-Este (ur. 1986) książę Belgii Elisabett Maria Rosboch von Wolkenstein                       | córka siostrzeńca króla Filipa I            |
| 10 | Maria Laura Habsburg-Este Maria Laura Zita Beatrix Gerhard                            |         | 26 sierpnia 1988 Woluwe-Saint-Lambert | Wawrzyniec Habsburg-d’Este (ur. 1955), tytularny książę Modeny Astrid (ur. 1962), c. Alberta II, króla Belgów | siostrzenica króla Filipa I                 |
| 11 | Albert Isvy                                                                           |         | 26 stycznia 2025 Bruxelles            | William Isvy (ur. 1991) Maria Laura (ur. 1988), c. Wawrzyńca Habsburg-d’Este                                  | syn siostrzenicy króla Filipa I             |
| 12 | Joachim Habsburg-Este Joachim Carl Maria Nikolaus Isabelle Marcus d'Aviano            |         | 9 grudnia 1991 Woluwe-Saint-Lambert   | Wawrzyniec Habsburg-d’Este (ur. 1955), tytularny książę Modeny Astrid (ur. 1962), c. Alberta II, króla Belgów | siostrzeniec króla Filipa I                 |
| 13 | Ludwika Maria Habsburg-Este Luisa Maria Anna Martine Pilar                            |         | 11 października 1995 Bruksela         | Wawrzyniec Habsburg-d’Este (ur. 1955), tytularny książę Modeny Astrid (ur. 1962), c. Alberta II, króla Belgów | siostrzenica króla Filipa I                 |
| 14 | Letycja Maria Habsburg-Este Laetitia Maria Anna Joachim Zita                          |         | 23 kwietnia 2003 Bruksela             | Wawrzyniec Habsburg-d’Este (ur. 1955), tytularny książę Modeny Astrid (ur. 1962), c. Alberta II, króla Belgów | siostrzenica króla Filipa I                 |
| 15 | Wawrzyniec Koburg Laurens Benedikt Boudewijn Maria                                    |         | 19 października 1963 Laeken           | Albert II (ur. 1934), król Belgów Paola Ruffo di Calabria (ur. 1937), c. Fulka, 6. księcia Guardia Lombarda   | młodszy brat króla Filipa I                 |
| 16 | Ludwika Koburg Luisa Maria Anna Martine Pilar                                         |         | 6 lutego 2004 Woluwe-Saint-Lambert    | Wawrzyniec (ur. 1963), książę Belgii Klara Ludwika (ur. 1974), c. Mikołaja Coombsa                            | bratanica króla Filipa I                    |
| 17 | Mikołaj Koburg Nicolas Casimir Marie                                                  |         | 13 grudnia 2005 Woluwe-Saint-Lambert  | Wawrzyniec (ur. 1963), książę Belgii Klara Ludwika (ur. 1974), c. Mikołaja Coombsa                            | bratanek króla Filipa I                     |
| 18 | Emeryk Koburg Aymeric Auguste Marie                                                   |         | 13 grudnia 2005 Woluwe-Saint-Lambert  | Wawrzyniec (ur. 1963), książę Belgii Klara Ludwika (ur. 1974), c. Mikołaja Coombsa                            | bratanek króla Filipa I                     |